# Heptan
Heptan, C
7H
16 – organiczny związek chemiczny z grupy alkanów. Ma postać bezbarwnej, lotnej i łatwopalnej cieczy, jest nierozpuszczalny w wodzie, a rozpuszcza się w rozpuszczalnikach organicznych. Otrzymuje się go przez destylację frakcjonującą ropy naftowej. Stanowi wzorzec o wartości 0 do oznaczania liczby oktanowej. Stosowany jako rozpuszczalnik, środek znieczulający i reagent. W wyniku cyklizacji i aromatyzacji można z niego otrzymywać toluen, jednak nie jest to metoda opłacalna ekonomicznie.

## Izomery
Poza heptanem istnieje jeszcze osiem jego izomerów konstytucyjnych, których liczba oktanowa zwiększa się w miarę wzrostu rozgałęzienia łańcucha:
- heptan (n-heptan), LO = 0
- 2-metyloheksan, LO = 42,4
- 3-metyloheksan, LO = 52,0
- 2,2-dimetylopentan, LO = 92,8
- 2,3-dimetylopentan, LO = 91,1
- 2,4-dimetylopentan, LO = 83,1
- 3,3-dimetylopentan, LO = 80,8
- 3-etylopentan, LO = 65,0
- 2,2,3-trimetylobutan, LO = 112,1

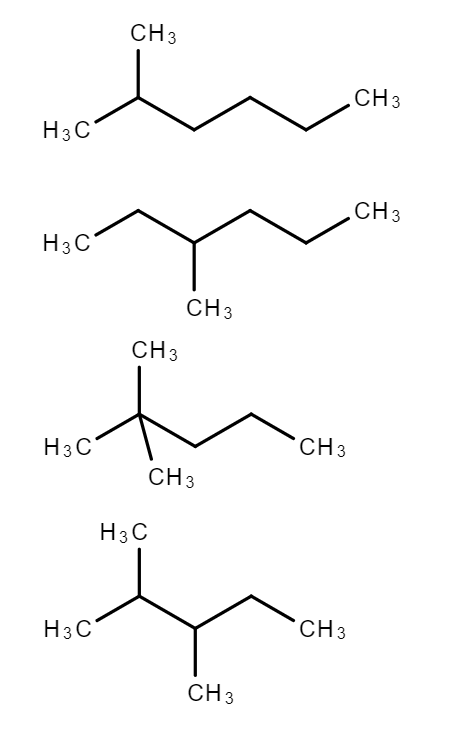
Izomery heptanu (od góry): 2-metyloheksan, 3-metyloheksan, 2,2-dimetylopentan, 2,3-dimetylopentan
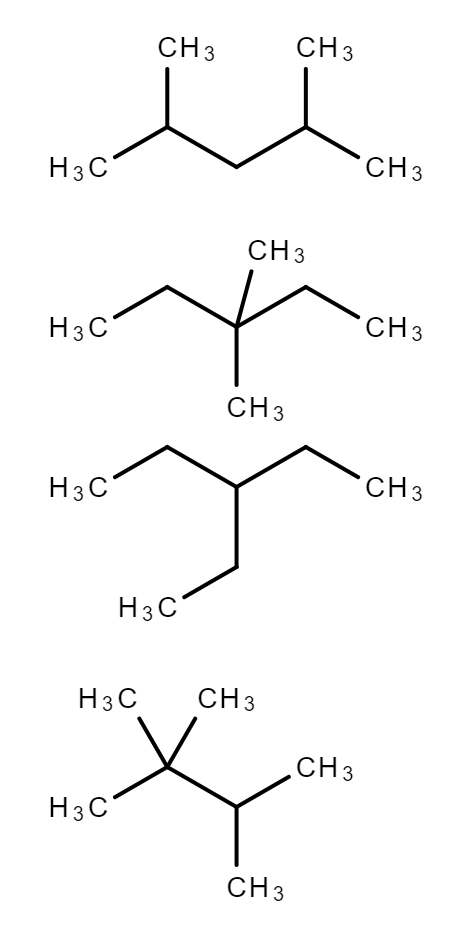
Izomery heptanu (od góry): 2,4-dimetylopentan, 3,3-dimetylopentan, 3-etylopentan, 2,2,3-trimetylobutan